# Dawid Wal
Dawid Wal (ur. 4 marca 1992) – polski snowboardzista specjalizujący się w snowcrossie.
Zadebiutował w 2009 na zimowym olimpijskim festiwalu młodzieży Europy, na którym zajął 36. miejsce.
18 marca 2011 w Valmalenco po raz pierwszy wystąpił w Pucharze Świata. Uplasował się na 51. pozycji.
W 2012 został wicemistrzem Polski.
Wziął udział w uniwersjadzie zimowej w 2013, na której był 5.
Reprezentant klubu KKS Krynica-Zdrój.